# Institut für Bienenkunde und Imkerei
Das Institut für Bienenkunde und Imkerei (vormals Fachzentrum Bienen) an der Bayerischen Landesanstalt für Weinbau und Gartenbau in Veitshöchheim ist ein staatliches bayerisches Bienenforschungsinstitut. Es wurde 1907 als Königliche Anstalt für Bienenzucht gegründet und ist Mitglied der Arbeitsgemeinschaft der Institute für Bienenforschung.

## Geschichte
Die Königliche Anstalt für Bienenzucht, bestehend aus einer wissenschaftlichen und einer praktischen Abteilung, wurde durch den Prinzregenten Luitpold 1907 in Erlangen gegründet und gilt als erstes Bienenforschungsinstitut in Deutschland. 1918 erfolgte die Umbenennung in Landesanstalt für Bienenzucht. Prägend war der langjährige Leiter der Landesanstalt, Enoch Zander, der ab 1907 Wissenschaftlicher Leiter, von 1926 bis 1937 und von 1942 bis 1948 Direktor der Landesanstalt war. Zander konstruierte 1911/12 zusammen mit dem Imker Johann Merz die Zander-Beute, die in Deutschland immer noch eine große Verbreitung hat. Im Jahr 2003 wurde die Bayerische Landesanstalt für Bienenzucht aufgelöst und als Fachzentrum Bienen an die Bayerische Landesanstalt für Weinbau und Gartenbau in Veitshöchheim angegliedert. 2017 erfolgte die Umbenennung in Institut für Bienenkunde und Imkerei. Institutsleiter ist seit 2012 der promovierte Biologe Stefan Berg.

## Aufgaben
Das Institut für Bienenkunde und Imkerei versteht sich  „als kompetenter Partner und Dienstleistungseinrichtung der bayerischen Imker, ihrer Verbände und aller mit der Bienenhaltung befassten Institutionen.“ Neben breit angelegten Praxistests für imkerliche Fragen sind Forschungsschwerpunkte die Bereiche Bienengesundheit, Paarungsbiologie und Bienenernährung. Eine gut ausgestattete Imkerei für die imkerliche Praxis wie auch für Lehrgangsbetrieb ergänzt die Forschungseinrichtungen des Instituts.

## Leiter
- Albert Fleischmann, 1907–1926
- Enoch Zander, 1926–1937
- Anton Himmer, 1937–1942
- Enoch Zander, 1942–1948
- Friedrich Karl Böttcher, 1948–1975
- Karl Weiß, 1975–1986
- Dietrich Mautz, 1986–2007
- Friedgard Schaper, 2007–2012
- Stefan Berg, seit 2012